# Barra Velha (kommun)
Barra Velha är en kommun i Brasilien.   Den ligger i delstaten Santa Catarina, i den södra delen av landet, 1 200 km söder om huvudstaden Brasília. Antalet invånare är 22 403.
Följande samhällen finns i Barra Velha:
- Barra Velha